# Scion (jeu de rôle)
Pour les articles homonymes, voir Scion.
Scion est un jeu de rôle de fantasy contemporaine publié par Onyx Path Publishing. Il était originellement publié par White Wolf Publishing en 2007. Il est édité en français par Bibliothèque Interdite.

## Univers
Un scion est le rejeton semi-divin d'un dieu et d'un mortel. Le jeu vous invite à jouer le rôle de l'un de ces êtres exceptionnels dotés de facultés surhumaines. Tels des Persée modernes, les personnages vont devoir affronter leur destinée pour accéder à la divinité. Chacun des trois ouvrages de base de Scion est ainsi dédié à un stade d'évolution du scion, allant du mortel au divin.
Le monde de Scion est semblable au nôtre, si ce n'est que les anciens mythes y sont bien réels, à l'instar de Percy Jackson ou d'American Gods. Les Titans, incarnations du chaos, se sont évadés de leur prison millénaire pour livrer la guerre aux dieux. Tandis que la guerre fait rage dans les Cieux, les rejetons monstrueux des Titans arrivent peu à peu sur le monde. Contre ces engeances, les scions constituent le dernier rempart de l'humanité.

### Histoire
À l'aube des temps, les dieux se sont rebellés contre leurs aînés, les Titans, terribles incarnations du chaos, et les ont enfermés dans le Monde inférieur. Ils ont d'abord essayé de les supprimer mais ils se sont aperçus que la destruction des Titans entraînerait également celle du monde.
Après cette victoire, les dieux se mêlèrent aux affaires de l'humanité et parfois même aux humains, engendrant des héros mythiques tel Héraclès. Un jour pourtant, ils quittèrent le monde des mortels car les conflits humains menaçaient de se propager au Monde supérieur. Les panthéons s'engagèrent alors à ne plus y prendre part.
Au fil des millénaires qui suivirent, les dieux se contentèrent de visiter le monde des mortels, engendrant des scions souvent ignorant de leur nature divine, et d'influencer indirectement l'histoire de l'homme.
Mais tout a changé avec l'évasion des Titans. Devenus libres, ils ont réintégré le Monde supérieur pour livrer la guerre à leurs descendants rebelles, les dieux. L'évasion de leur geôle du Monde inférieur a provoqué des troubles dans le royaume des morts de chaque panthéon, ce qui n'est pas sans conséquences sur le monde. De plus, les Titans ont commencé à disséminer leurs créations, les engeances, sur le monde. En réponse, les dieux visitent plus massivement leurs rejetons, les scions, pour éveiller leurs pouvoirs et les doter de reliques afin qu'ils puissent combattre cette menace.

### Destin
Scion intègre le concept de la destinée. Il s'agit d'une force qui influence la vie des êtres de légende. Sa fréquence et sa puissance sont proportionnelles avec le niveau de légende. Ainsi un Dieu sera touché plus fréquemment et violemment qu'un Héros. C'est cette force qui a poussé les divinités à vivre à l'écart du monde autrefois.

## Panthéon
Le panthéon est l'ensemble des dieux. Mais c'est également l'ensemble des dieux d'un peuple. Il existe donc plusieurs panthéons. Le jeu s'inspire directement des mythes réels mais prend toutefois quelques libertés avec la mythologie.
Le livre Héros introduit les 6 panthéons qui sont les plus actifs : Pesedjet, Dodékatheon, Aesir, Atzlanti, Amatsukami et Loa.
Le livre Demi-Dieu introduit le panthéon disparu Atlante qui sera complété dans Companion.
Le Companion introduit 3 nouveaux panthéons : Tuatha Dé Dannan, Bureaucratie Céleste et Devas. La dernière partie consacrée à la Seconde Guerre mondiale introduit également 2 panthéons modernes pour jouer dans ce contexte : Yankee et Alliés.
Yazata: The Persian Gods introduit le panthéon Yazata.
L'Ecran du Conteur introduit le panthéon gaulois des Nemetondevos en exclusivité française.

### Pesedjet
Le Pesedjet - Les dieux égyptiens
- Anubis - Juge des morts
- Atoum-Rê - Dieu du soleil
- Bastet - Déesse de la prophétie et reine des chats
- Geb - Dieu de la terre
- Horus - Dieu de la justice
- Isis - Déesse de la magie et protectrice des familles
- Osiris - Dieu des morts
- Ptah - Dieu des artisans
- Seth - Dieu gardien et seigneur des salawa
- Sobek - Dieu du mal amendé et seigneur des crocodiles
- Thot - Gardien des secrets

### Dodékatheon
Le Dodékatheon - Les dieux grecs
- Aphrodite - Déesse de l'amour
- Apollon - Dieu de la musique, du soleil, des arts et de la beauté
- Arès - Dieu de la guerre
- Artémis - Déesse de la lune
- Athéna - Déesse de la sagesse
- Dionysos - Dieu du vin et de la fête
- Hadès - Dieu de la mort
- Héphaïstos - Dieu de la forge et de l'artisanat
- Héra - Déesse du mariage
- Hermès - Dieu des marchands, des voyageurs et héraut des dieux
- Poséidon - Dieu de l'océan et seigneur des chevaux
- Zeus - Roi des cieux
- Perséphone

### Aesir
Les Aesir - Les dieux scandinaves
- Balder - Dieu du soleil
- Freya - Déesse de la magie et reine guerrière
- Freyr - Dieu de la fertilité
- Frigg - Déesse de la magie et des prophéties
- Heimdall - Dieu gardien
- Hel - Déesse des morts
- Loki - Dieu du feu et de la tromperie
- Odin - Dieu suprême des Aesir
- Sif - Déesse de la fertilité
- Thor - Dieu du tonnerre
- Tyr - Dieu de la justice et de la guerre
- Vidar - Dieu de la vengeance

### Atzlanti
Les Atzlanti - Les dieux aztèques
- Huitzilopochtli - Dieu de la guerre et du soleil
- Mictlàntecuhtli - Dieu des morts et des esprits
- Quetzalcóatl - Dieu de la beauté et des arts
- Tezcatlipoca - Dieu du destin
- Tlaloc - Dieu de la pluie et des nuages
- Tlazoltéotl - Déesse des ordures
- Xipe Totec - Dieu de la fertilité

### Amatsukami
Les Amatsukami - Les dieux japonais
- Amaterasu - Déesse du soleil
- Hachiman - Dieu de la fertilité et de la guerre
- Izanagi - Dieu du ciel
- Izanami - Déesse des morts
- Raiden - Dieu gardien du tonnerre et des éclairs
- Susano-o - Dieu de la mer et des tempêtes
- Tsuki-yomi - Dieu de la lune

### Loa
Les Loa - Les dieux vaudous
- Baron Samedi - Dieu des morts
- Damballa - Dieu des serpents et de la sexualité
- Erzulie - Déesse de l'amour
- Kalfu - Dieu des esprits de la nuit
- Legba - Gardien du royaume des esprits
- Ogoun - Dieu du pouvoir, de l'autorité et du triomphe
- Shango - Dieu du tonnerre et de la justice

### Tuatha Dé Dannan
Les Tuatha Dé Dannan - Les dieux irlandais
- Aengus - Dieu de la jeunesse, de l'amour et de l'inspiration poétique
- Brigid - Déesse des artisans, des guérisseurs et des poètes
- Le Dagda - Dieu guerrier
- Danu - Déesse gardienne de la fertilité
- Dian Cécht - Dieu de la guérison
- Lugh - Dieu de la polyvalence
- Manannán Mac Lir - Dieu de la mer et passeur des âmes
- La Morrigan - Déesse de la fertilité, de la mort et des prophéties
- Nuada - Roi des dieux
- Ogma - Dieu de la connaissance

### Bureaucratie Céleste
La Bureaucratie Céleste - Les dieux chinois
- Chang’e - Déesse de la lune

- Fuxi - Premier Souverain, Culture & Raffinement

- Guanyin - La déesse de la miséricorde

- Guan Yu - Empereur de Jade Actuel, Cadeau pour la stratégie

- Houyi  - Dieu du soleil
- Huang Di - Empereur Jaune
- Nezha - L’aventurier
- Nuwa - Déesse de la lune
- Shennong - Second Souverain, médecine et agriculture
- Sun Wukong - Le Roi Singe
- Xiwangmu - Mère de l’Occident et manipulatrice du Destin
- Yanluo - Le gardien de Di Yu (Enfer)

### Devas
Les Devas - Les dieux hindous
- Agni - Le Feu Sacré, dieu du sacrifice
- Brahma - le Créateur, l’un des Trimurti
- Ganesha - Dieu de bonne fortune et de sagesse
- Indra - Dieu de la guerre et de la météo
- Kali - Déesse de l’annihilation
- Lakshmi - Déesse de la fortune
- Parvati - L’incarnation de la shakti (énergie féminine)
- Sarasvati - Déesse des artistes
- Shiva - le Destructeur
- Surya - Dieu du soleil
- Vishnu - le conservateur
- Yama - Le seigneur des morts

### Yazata
Les Yazata - Les dieux perses

### Nemetondevos
Les Nemetondevos - Les dieux gaulois

### Atlante
Le panthéon disparu

### Yankee
Le panthéon moderne US pour le cadre de la Guerre Mondiale

### Alliés
Le panthéon moderne inspiré des alliés pour le cadre de la Guerre Mondiale.

## Système de jeu
Scion utilise un système de jeu inspiré de l'Art du Conteur du Monde des ténèbres, et plus précisément d'Exaltés du même éditeur.
Le mécanisme de base reste identique à celui de l'Art du Conteur. Le joueur additionne le score de l'un des neuf Attributs à l'une de ses Compétences pour obtenir le nombre de d10 qu'il doit lancer. Le résultat de chaque dé est comparé à une difficulté, un résultat inférieur ou égal à celle-ci correspond à un succès. Le nombre de succès détermine le degré de réussite de l'action.
- Chaque Scion ou créature surnaturelle possède un score de « Légende » qui détermine son niveau dans l'échelle divine. Un Héros aura une Légende de 2 à 4, un Demi-dieu de 5 à 8 et un Dieu de 9 à 12. La Légende est liée au « Destin ». Plus la Légende est élevée et plus le Destin se manifeste fréquemment et puissamment. Par exemple, il pourrait y avoir une attaque armée quand le Héros se rend à la banque ou un raz de marée quand le Dieu prend des vacances sur une île tropicale.
- Chaque être légendaire possède des points d'« Attributs épiques » qui confèrent également des « Talents ». En termes de jeu, un Attribut épique confère des succès automatiques et des Talents comme sauter loin, hypnotiser, résoudre un crime en un instant, etc. Ainsi un Scion d'Aphrodite pourra avoir une Apparence épique qui lui permettra de séduire facilement mais également d'hypnotiser et de modifier son apparence.
- Chaque être légendaire peut avoir accès à des « Domaines » qui confèrent des « Dons ». En termes de jeu, un Domaine possède 10 niveaux de Dons qui sont autant de pouvoirs comme briller telle une étoile, se métamorphoser en un animal, guérir autrui, etc. Ainsi un Scion d'Athéna pourra avoir accès au Domaine de la Justice qui lui permettra de déterminer la culpabilité d'une personne et de la forcer à avouer son crime.
- Les Scions possèdent généralement plusieurs « Privilèges » qu'ils tiennent de leur parent divin. Ce peut-être un « Guide », une « Créature » tel un Pégase, des « Suivants » telles les Valkyries ou une « Relique ». La relique est notamment nécessaire pour donner accès à un Domaine donné. Ainsi un Scion d'Hermès pourra recevoir les Talaria qui donnent accès au domaine du Ciel.

## Publications

### Gamme White Wolf / The Onyx Path
La trilogie de base
- Hero (avril 2007)
- Demigod (septembre 2007)
- God (janvier 2008)

Une campagne pour les Aesir
- Ragnarök (janvier 2009)

Les suppléments de règles et de contexte
- Companion (avril 2009)
- Yazata: The Persian Gods (juin 2011)
- Extras: Supplemental (Yet Can Be Somewhat Useful On Occasion) Scions (mai 2013)

### Gamme Bibliothèque Interdite
La version française incluant un supplément/accessoire exclusif.
- Héros (août 2008)
- Écran du Conteur (septembre 2009)
- Demi-Dieu (septembre 2009)
- Dieu (septembre 2010)

### Version PDF
White Wolf / The Onyx Path
- Hero (avril 2007)
- Demigod (septembre 2007)
- God (janvier 2008)
- Companion Part One: The Tuatha Dé Dannan (avril 2008)
- Companion Part Two: Manifestations of Ichor (juillet 2008)
- Companion Part Three: Celestial Bureaucracy (octobre 2008)
- Companion Part Four: Secrets of the World (décembre 2008)
- Ragnarök (janvier 2009)
- Seeds of Tomorrow (février 2009)
- Companion (avril 2009)
- Liberty Road (avril 2009)
- Wolfsheim (mai 2009)
- Yazata: The Persian Gods (mai 2010)
- Extras: Supplemental (Yet Can Be Somewhat Useful On Occasion) Scions (avril 2013)

Bibliothèque Interdite (version française)
- Héros (février 2012)
- Écran du Conteur (février 2012)
- Demi-Dieu (février 2012)
- Dieu (février 2012)